# Чувашов, Борис Иванович
Борис Иванович Чувашов (14 ноября 1935 — 11 июля 2022) — советский и российский палеонтолог, специалист в области палеонтологии и стратиграфии, член-корреспондент РАН (1994).

## Биография
Родился 14 ноября 1935 года в дер. Бадеро Юкаменского района Удмуртской АССР.
В 1958 году окончил Пермский государственный университет.
С 1958 по 1960 годы работал в Пермском геологоразведочном тресте.
С 1960 года работал в Институте геологии и геохимии УрО РАН, с 1982 года — заведующий лабораторией стратиграфии и палеонтологии.
В 1980 году защитил докторскую диссертацию.
В 1994 году избран членом-корреспондентом РАН.
Борис Иванович Чувашов умер 11 июля 2022 года.

## Научная деятельность
Основные исследования посвящены геологии верхнепалеозойских отложений, особенно значимых в изучении стратотипических разрезов Пермской системы, палеонтологии фораминифер и водорослей.
Автор более 200 работ, в том числе 7 монографий.

## Сочинения
- История развития и биономическая характеристика позднедевонского бассейна на западном склоне Среднего и Южного Урала. М., 1968[1]
- Опорные разрезы верхнего карбона и нижней перми западного склона Урала. Свердловск, 1990. (в соавт.)[1]

## Награды
- Орден «Знак Почёта»[1]
- Медаль «В ознаменование 100-летия со дня рождения Владимира Ильича Ленина» (1970)
- Почётный ветеран Уральского отделения РАН (20 ноября 2014) — за достигнутые трудовые успехи и многолетнюю плодотворную работу